# Joanna Moro
Joanna Moro (ur. 13 grudnia 1984 w Wilnie) – polsko-litewska aktorka filmowa i teatralna, piosenkarka oraz prezenterka telewizyjna.

## Życiorys
Jest absolwentką Gimnazjum im. Adama Mickiewicza w Wilnie. W młodości należała do szkolnego koła teatralnego, kierowanego przez Irenę Litwinowicz. Działała w Polskim Teatrze w Wilnie. Zna języki: polski, angielski, włoski, litewski i rosyjski. W 2003 zamieszkała w Warszawie, gdzie w 2007 ukończyła studia na Akademii Teatralnej im. Aleksandra Zelwerowicza.
W 2007 dołączyła do obsady serialu TVP2 Barwy szczęścia, w którym gra Zofię Karnicką-Walawską. Szeroką rozpoznawalność zyskała w 2012 dzięki roli Anny German w serialu Anna German. Tajemnica białego anioła. W 2013 wydała album studyjny pt. Piosenki Anny German, który nagrała wspólnie z Olgą Szomańską i Agnieszką Babicz. W czerwcu 2013 poprowadziła 50. Krajowy Festiwal Piosenki Polskiej w Opolu. Jej występ na festiwalu z piosenką Anny German „Człowieczy los” spotkał się z szeroką krytyką w mediach.
Uczestniczyła w pierwszej edycji programu rozrywkowego Polsatu Dancing with the Stars. Taniec z gwiazdami (2014), w parze z Rafałem Maserakiem zajęła drugie miejsce w finale. W latach 2014–2015 grała Sylwię Kubus, tytułową bohaterkę serialu TVP1 Blondynka. Uczestniczyła w szóstej edycji programu Polsatu Twoja twarz brzmi znajomo (2016); nagrodę za zwycięstwo w ósmym odcinku programu – czek na 10 tys. zł – przekazała podopiecznej fundacji „Zdążyć z pomocą”.

## Życie prywatne
Urodziła i wychowała się w Wilnie w rodzinie litewskich Polaków. Ma młodszą siostrę, Kamilę. W 2003 wyemigrowała do Polski, rozpoczynając studia i osiedlając się w Warszawie. Zna języki: polski, angielski, włoski, litewski i rosyjski.
15 sierpnia 2008 w kościele Piotra i Pawła w Wilnie poślubiła Mirosława Szpilewskiego. Mają dwóch synów, Mikołaja i Jeremiego, oraz córkę Ewę.

## Filmografia
- 2004: Szara jesień (etiuda szkolna) – Jadwiga w młodości
- 2006: Magda M. – Basia Lubicka (odc. 30)
- 2006: M jak miłość – kandydatka na współlokatorkę Magdy (odc. 408)
- 2006: Egzamin z życia – Zeta (odc. 43, 49, 53, 64, 67)
- 2006: Klan – Patrycja Wolska
- 2006, 2008: Samo życie:
  - klientka wrocławskiej restauracji (odc. 750)
  - modelka (odc. 1076)
- 2006–2007: Kopciuszek – Sandra Rubińska
- 2007: Mamuśki – Marysia (odc. 7)
- 2007, 2011: Na Wspólnej – Edyta Dudek
- 2007: Hela w opałach – Magda, młoda dziewczyna w barze (odc. 16)
- 2007–2019: Barwy szczęścia – Zofia Karnicka
- 2008: Plebania – Agata
- 2008: Na kocią łapę – przedszkolanka Kasia (odc. 1)
- 2008: Londyńczycy – Anna (odc. 12)
- 2008: Faceci do wzięcia – sąsiadka Lilka (odc. 67)
- 2008: BrzydUla – Pati (odc. 47-48)
- 2009: Randka w ciemno – koleżanka z pubu
- 2009: Na dobre i na złe – córka Sabiny (odc. 397)
- 2009: Mniejsze zło – studentka
- 2010: Majka – pielęgniarka Kamila
- 2011: Wiadomości z drugiej ręki – Mariola (odc. 8)
- 2012: Anna German – Anna German (odc. 1-10)
- 2014: Talianka – Julietta Canavaro
- 2014: Ojciec Mateusz – Paulina Bednarek (odc. 147)
- 2014–2015: Blondynka – Sylwia Kubus (odc. 27-52)
- 2018: Na dobre i na złe – Kinga (odc. 705)
- 2020: Raz, jeszcze raz – Edyta
- od 2021: Pierwsza miłość – Barbara Barska
- 2024: Korona królów. Jagiellonowie – Awdokia
- 2024: Leśniczówka – lekarka Dorota Kowalska

## Dyskografia
- 2013: Piosenki Anny German[16]

## Nagrody i nominacje
- 2014: Nominacja – Telekamery „Tele Tygodnia” 2014 w kategorii Aktorka[17]
- 2014: Wygrana – Wiktor Publiczności 2013[18]
- 2015: Nominacja – Telekamery „Tele Tygodnia” 2015 w kategorii Aktorka[19]
- 2015: Nominacja – Wiktor Publiczności 2014[20]